# Kinan Azmeh

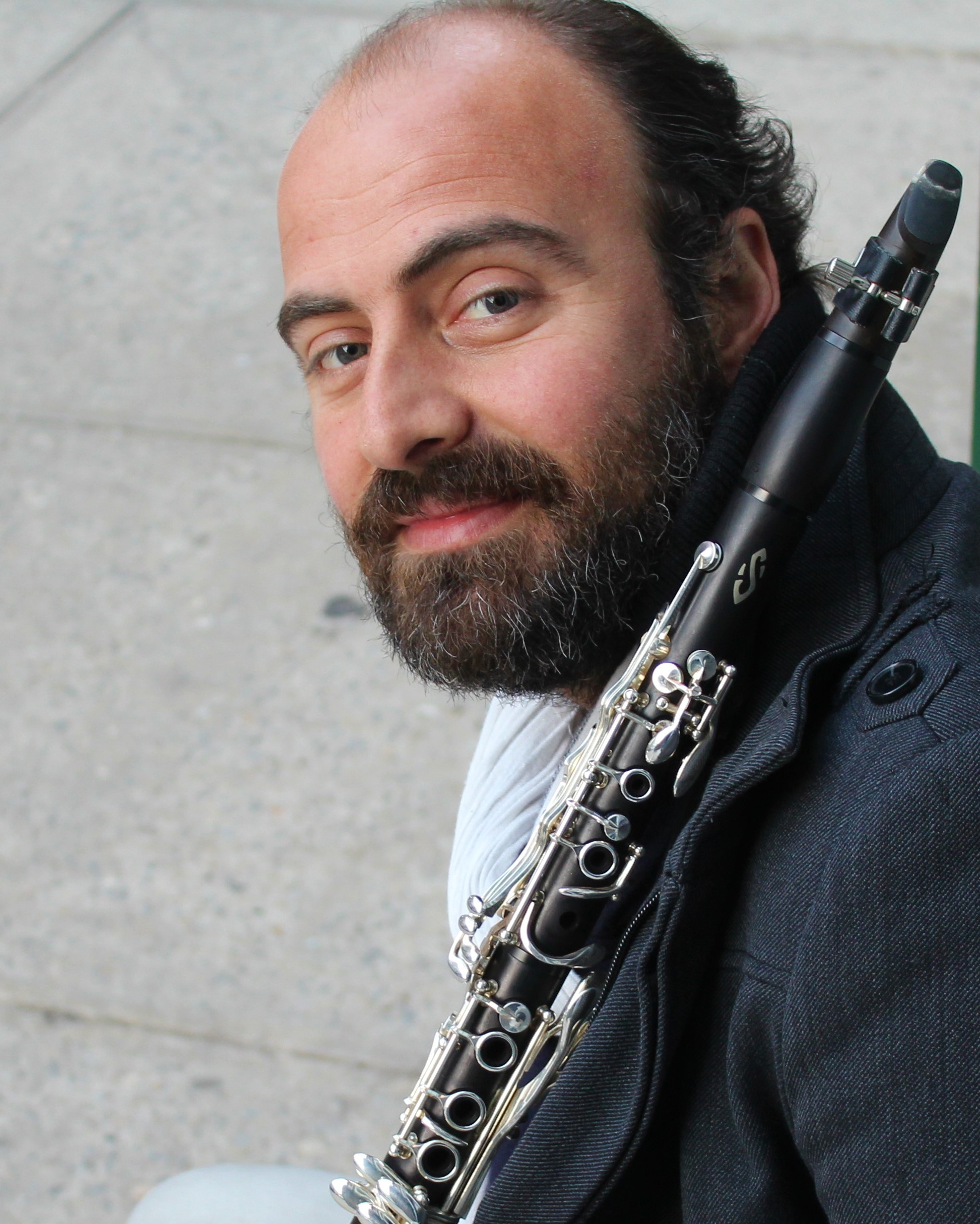
Kinan Azmeh 2020

Kinan Azmeh (arabisch كنان العظمة, DMG Kinān Azme; * 10. Juni 1976 in Damaskus) ist ein syrischer Klarinettist und zeitgenössischer Komponist. Mit Orchestern wie den New Yorker Philharmonikern, dem West-Eastern Divan Orchestra, dem Deutschen Symphonie Orchester Berlin oder dem Syrischen Symphonie Orchester trat er als Solist sowohl in klassischen als auch zeitgenössischen Kompositionen auf.
Kinan Azmeh ist neben Zaid Jabri, Kareem Roustom, Raad Khalaf, Basilius Alawad und Hassan Taha einer der bemerkenswertesten Vertreter der sogenannten Post-Solhi al-Wadi-Generation syrischer Komponisten um die Wende des 20.–21. Jahrhunderts.

## Leben und Werk
Seine Musikkarriere begann mit sechs, als er Musikunterricht an der Damaszener arabischen Akademie für Musik bekam. Als Brotberuf für den Fall, dass es mit der Künstlerlaufbahn nichts werden sollte, studierte er an der Universität Damaskus Elektrotechnik und schloss das Ingenieur-Studium erfolgreich nach fünf Jahren ab. Daneben schloss er seine Musik-Ausbildung an der Hochschule für Musik in Damaskus ab. 1997 erhielt Azmeh als erster arabischer Musiker den Nikolai-Rubinstein-Preis. Er lebt und arbeitet seit 1998 in New York. Dort studierte der Musiker an der Juilliard School, einem weltweit bekannten Musikkonservatorium mit Schauspielschule, sowie an der City University of New York.
Kinan Azmeh spielte unter anderem mit dem West-Eastern Divan Orchestra unter Leitung von Daniel Barenboim als Solist in der Opéra Bastille in Paris, im Teatro Colón in Buenos Aires, in der Royal Albert Hall in London sowie in einem historischen Konzert in Ramallah, Palästina.
In seinem Heimatland Syrien trat er bis zum Ausbruch des Syrischen Bürgerkriegs 2011 als Solist z. B. mit dem syrischen Philharmonieorchester auf. Gemeinsam mit dem Oud-Spieler Issam Rafea, der Sopranistin Dima Orsho und weiteren syrischen Musikern gründete Azmeh 2003 in Damaskus das Weltmusik-Ensemble Hewar (auf Deutsch: Dialog). Die Band kombiniert dabei ihre Kompositionen und improvisierte Musik, wie z. B. im Jazz, mit arabischen Musikelementen.
Neben Auftritten als Bandleader mit seinen eigenen Gruppen wie der New York City Band ist Azmeh auch Mitglied im Silk Road Ensemble des US-amerikanischen Cellovirtuosen Yo-Yo Ma. Für sein Album Sing Me Home wurde dieses Ensemble 2017 mit dem renommierten Grammy Award ausgezeichnet. In Konzerten sowie den Workshops im Rahmen des Morgenland Festivals Osnabrück tritt Azmeh auch in Deutschland regelmäßig als Solist und Dozent für Workshops auf.
Auf seinem 2019 erschienenen Doppelalbum Uneven Sky spielte er mit dem Deutschen Symphonie Orchester Berlin sowie mit Yo-Yo Ma eigene sowie zeitgenössische Werke weiterer syrischer Komponisten ein. Für dieses Album wurde ihm der Opus Klassik Musikpreis 2019 in der Kategorie „Konzerteinspielung des Jahres“ verliehen.
Über sein „Clarinet Concerto“ auf dem 2021 erschienenen Album Flow, wo er als Solist mit der NDR-Bigband zu hören ist, schrieb der Musikkritiker Ralf Döring für die Musikzeitschrift Jazzthetik: „Vor allem aber offenbart Azmeh in diesem Prolog das Wesen seiner Musik: Es ist nicht Arabien, nicht Jazz, nicht Klassik, es ist alles von dem – die Elemente fließen ineinander.“ Azmehs Kompositionen wurden dabei von Wolf Kerschek arrangiert, der hier auch als Bandleader wirkte.
Im Juni 2022 präsentierte das Morgenland Festival Azmehs Komposition Songs for Days to Come, sein erstes Stück für Musiktheater. Die Lieder und das Libretto basieren auf Gedichten zeitgenössischer syrischer Dichter, die die Leiden des syrischen Bürgerkriegs zum Ausdruck bringen. Auf Arabisch gesungen von der syrischen Sopranistin Dima Orsho und dem Opernchor Osnabrück, der dafür intensiv die arabische Aussprache probte, brachten sie auch die Melodie der arabischen Sprache zu Gehör.
Für Mai 2024 kündigte die NDR-Bigband Konzerte mit Azmeh und Musik aus seinem Album Flow in New York, Philadelphia und Chicago an. 
Azmeh leitet 2025 das Morgenland Festival.

## Diskografie
- Flow (2021), mit der NDR Bigband
- Uneven Sky (2019), mit Yo-Yo Ma und dem Deutschen Symphonie-Orchester Berlin, Opus Klassik Award
- Levant (2018), mit Eric Vloeimans und Jeroen van Vliet
- Orient & Occident (2012), mit dem Mendelssohn Chamber Orchestra
- Elastic City (2012), mit dem Kinan Azmeh Quartet
- Complex Stories, Simple Sounds (2009), mit dem Azmeh-Wijeratne Duo
- Syrian Contemporary Chamber Music (2008), mit den Damascus Festival Chamber Players
- Rigodon (2007), Filmmusik
- Musaique (2004), mit Kulna Sawa (syrische Popmusik Band)
- Kulna Sawa (2001), mit Kulna Sawa

### Als Mitglied von Hewar (Syrische Weltmusik-Band)
- Hewar (2005)
- 9 Days of Solitude: The Damascus Session (2006) mit Manfred Leuchter (Akkordeon)
- Letters to a Homeland (2012)